# Josephine Obossa
Josephine Obossa (* 20. Mai 1999 in Neapel) ist eine italienische Volleyballspielerin. Sie spielt auf der Position Diagonal.

## Erfolge Verein
CEV-Pokal:
- 2021[2]